# Anouar
Anouar ou Anwar (en arabe : أنور) est un prénom d’origine arabe. Il signifie « lumières » (anwâr) ou « plus brillant » (anwar) en arabe. Il est apparenté aux prénoms arabes Nour et Mounir et Noura et au prénom hébreu Meir. 

## Histoire et caractère
- Le prénom Anouar est assez récent pour la France et s'y installe en 1967. Sur l'année, 3 garçons sont appelés ainsi.

- 1990 est l'année où il rencontre le plus grand succès, et il est alors attribué à 61 garçons. C'est un prénom relativement original porté par un assez grand nombre de garçons actuellement.

- Ils sont ainsi 1 889 depuis 1967.

- En 2016, 51 bébés se voient attribuer ce prénom.

- En 2017, on recense 52 naissances pour Anouar.
- En 2019, on compte 49 bébés nommés ainsi.

De ce fait, la popularité de ce prénom connaît une tendance à la hausse avec toutefois une baisse récente.

### Prénoms dérivés
- Anwar
- Anoir

## Personnalités portant ce prénom
- Pour l'ensemble des articles sur les personnes portant ce prénom, consulter :
  - la liste des articles dont le titre commence par ce prénom
  - les listes produites par Wikidata : Liste des personnes de prénom « Anouar » — même liste en incluant les éventuels prénoms composés qui contiennent « Anouar ».